# ديكي ديفيز
ديكي ديفيز (بالإنجليزية: Dickie Davies)‏ هو مقدم تلفزيوني ومذيع بريطاني، ولد في 30 أبريل 1928 في والاسي في المملكة المتحدة. توفي في 19 فبراير 2023.